# Niketas Stethatos
Niketas Stethatos (griechisch Νικήτας Στηθᾶτος, lateinisch Nicetas Pectoratus; * um 1005; † um 1090) war ein byzantinischer Mystiker und Theologe. In der griechisch-orthodoxen Kirche wird er als Heiliger verehrt.
Niketas war ein Asket oder Mönch, vielleicht Abt, im Studionkloster in Konstantinopel. Ungefähr im Jahre 1020 tat er sich mit seinem geistlichen Mentor Symeon dem Neuen Theologen († 1022) zusammen und wurde sein Apologet. Er verteidigte Symeon, wenn dieser für seine Verteidigung des kontemplativen hesychastischen Gebets angegriffen wurde. In seiner Biographie Symeons flocht Niketas seine eigene Sichtweise über die innere Erfahrung der Erleuchtung ein. Er schrieb auch eine Abhandlung und mehrere Kommentare über asketische Praktiken, die in die Philokalie eingegangen sind.
Niketas nahm an mehreren zeitgenössischen theologischen Debatten teil, auch am Streit zwischen West- und Ostkirche. Er schrieb fünf Bücher gegen die Armenier und zwei Bücher gegen die Lateiner. In ihnen kritisierte er unter anderem die Verwendung von ungesäuertem Brot, das Sabbatfasten und den Zölibat der Priester. Während der Amtszeit Abt Simeons stritt er 1054 mit dem päpstlichen Legaten, Kardinal Humbert von Silva Candida, widerrief jedoch in Anwesenheit des Kaisers und der päpstlichen Legaten und verbrannte seine Schrift. 

## Textausgaben und Übersetzungen
- Jean Darrouzès (Hrsg.): Nicétas Stéthatos, opuscules et lettres. Introduction, texte critique, traduction et notes (= Sources Chrétiennes 81). Le Cerf, Paris 1961.
- Irénée Hausherr, Gabriel Horn: Un grand mystique byzantin. Vie de Syméon le Nouveau Théologien (949–1022) par Nicetas Stéthatos (= Orientalia Christiana 12,45). PIO, Rom 1928
- Richard P. H. Greenfield (Hrsg.): Niketas Stethatos: The Life of Saint Symeon the New Theologian (= Dumbarton Oaks Medieval Library 20), Cambridge (Mass.)/London 2013